# Tumba de los Askia
La Tumba de los Askia en Gao, en la región homónima, Malí. Fue construida a fines del siglo XV, y es donde se cree que descansan los restos del Askia Mohammed I, el primer emperador de los Songhai. Fue declarada Patrimonio de la Humanidad por la Unesco en el año 2004, pero los conflictos armados en la zona norte del país, seguidos de una ocupación por parte de extremistas islámicos, hicieron que el gobierno pidiera su inscripción en la lista del Patrimonio de la Humanidad en peligro. 
La Unesco describe la tumba de los Askia como un ejemplo monumental de las tradiciones de construcción con barro existentes en el África occidental y el Sahel. El complejo incluye la tumba piramidal, dos mezquitas, un cementerio y un espacio para asambleas. Es, además, el primer ejemplo de un estilo de arquitectura islámica que, más tarde, se expandió por la región.